# تاریخ دیجیتال
تاریخ دیجیتال استفاده از رسانه‌های دیجیتال برای تجزیه و تحلیل و ارائه تحقیق در حوزه تاریخ است. این شاخه از علوم انسانی دیجیتال از تاریخ کمی، کلیومتریک و محاسبات بهره می‌برد. تاریخ دیجیتال معمولاً تمرکز بر تاریخ عمومی دیجیتال دارد و عمدتاً به آشنا کردن مخاطبان آنلاین با محتوای تاریخی یا روش‌های تحقیق دیجیتالی در تحقیقات دانشگاهی مربوط می‌شود. خروجی‌های تاریخ دیجیتال عبارتند از: آرشیوهای دیجیتال، ارائه‌های آنلاین، تجسم داده‌ها، نقشه‌های تعاملی، خطوط زمانی، فایل‌های صوتی و جهان‌های مجازی برای دسترسی بیشتر به تاریخ برای کاربر. پروژه‌های تاریخ دیجیتال اخیر بر خلاقیت، همکاری و نوآوری فنی، متن‌کاوی، زبان‌شناسی پیکره‌ای، تجزیه و تحلیل شبکه، مدل‌سازی سه بعدی و تجزیه و تحلیل داده‌های بزرگ تمرکز دارند. با استفاده از این منابع، کاربر می‌تواند به سرعت تجزیه و تحلیل‌های جدیدی را توسعه دهد که می‌تواند به تاریخچه‌های موجود پیوند دهد و کمکی برای گسترش و زنده‌سازی تاریخ باشد.

## کاربردها
مزایای بالقوه زیادی برای استفاده از تاریخ دیجیتال در ترکیب با روش‌های تاریخی سنتی وجود دارد. برخی از این کاربردها عبارتند از:
- تلفیق روشهای سنتی تاریخی و روشهای جدید تحقیق به منظور دستیابی به نتایج جدید.
- استفاده از ابزارهای مختلف برای استخراج و تجزیه و تحلیل مقادیر بیشتری از داده‌ها که در غیر این صورت قابل مدیریت نخواهند بود.
- ایجاد مدل‌ها و نقشه‌های داده‌های استخراج شده برای ایجاد تصویری گرافیکی از داده‌ها.
- داده‌های استخراج شده و تجزیه و تحلیل شده را می‌توان در کنار تاریخ نگاری موجود قرار داد تا دانش تاریخی ترکیبی را افزایش دهد.

با افزودن روش‌های تحقیق جدید به روش تاریخی موجود، مورخان می‌توانند از توانایی کار با حجم بیشتری از داده‌ها و ایجاد تفاسیر جدید از آن بهره‌مند شوند.

## مراکز تحقیقاتی تاریخ دیجیتال
- مرکز تاریخ و رسانه‌های جدید در دانشگاه جورج میسون
- مؤسسه فناوری مریلند در علوم انسانی در دانشگاه مریلند
- مرکز ویرجینیا برای تاریخ دیجیتال در دانشگاه ویرجینیا
- مؤسسه فناوری پیشرفته در علوم انسانی در دانشگاه ویرجینیا
- مؤسسه محاسبات در علوم انسانی، هنر و علوم اجتماعی در دانشگاه ایلینویز.
- مرکز تاریخ عمومی و علوم انسانی دیجیتال در دانشگاه ایالتی کلیولند
- گروه علوم انسانی دیجیتال در کینگز کالج لندن
- HUMlab در دانشگاه اومئو، سوئد